# エクスプローラー49号
エクスプローラー49号（英: Explorer 49、RAE-B）はアメリカ合衆国の月周回衛星。1973年6月10日に打ち上げられ、月の裏側で微弱電波を観測した。
230m ある4本のX線アンテナが搭載されていた。この計画は電波天文衛星としてエクスプローラー38号（RAE-A）に続く、2機目の衛星であった。太陽や惑星、銀河からの25kHz から13.1MHz の電波を観測した。
エクスプローラー49号はアポロ計画の終了後に打ち上げられ、1994年のクレメンタインが打ち上げられるまではアメリカ最後の月探査機となっていた。ただし、月を直接観測した訳ではない。